# تومي إد روبرتس
تومي إد روبرتس (بالإنجليزية: Tommy Ed Roberts)‏ هو شخصية أعمال وسياسي أمريكي، ولد في 19 أكتوبر 1940، وتوفي في 1 مارس 2014. انتخب عضو مجلس نواب ألاباما.